# FSV Salmrohr
Maillots
Le FSV Salmrohr est un club allemand de football basé à Salmrohr, dans la commune de Salmtal, en Rhénanie-Palatinat.

## Historique
- 1921 : fondation du club sous le nom de FSV Salmrohr
- 1986 : Promotion en 2e division

## Palmarès
- Championnat d'Allemagne amateur : 
  - Champion : 1990

- Oberliga Rheinland-Pfalz/Saar : 
  - Champion : 1985 et 1992
  - Vice-champion : 2013 et 2014